# فريدي ليتش
فريدي ليتش (بالإنجليزية: Freddy Leach)‏ هو لاعب كرة قاعدة أمريكي، ولد في 23 نوفمبر 1897 في سبرينغفيلد في الولايات المتحدة، وتوفي في 10 ديسمبر 1981 في هاغرمان في الولايات المتحدة.

## وصلات خارجية
- فريدي ليتش على موقعبيزبول رفرنس.كوم (الدوري الرئيسي) (الإنجليزية)
- فريدي ليتش على موقعبيزبول رفرنس.كوم (الدوري الثانوي) (الإنجليزية)